# Gigantochloa wrayi
Gigantochloa wrayi är en gräsart som beskrevs av James Sykes Gamble. Gigantochloa wrayi ingår i släktet Gigantochloa och familjen gräs. Inga underarter finns listade i Catalogue of Life.